# サー・ニコラス・セロタ、掘り出し物の購入を決断中
『サー・ニコラス・セロタ、掘り出し物の購入を決断中』(Sir Nicholas Serota Makes an Acquisitions Decision)は2000年代初頭の芸術運動であるスタッキズムを代表する絵画である。この運動の「記念碑」的作品とも言われ、コンセプチュアル・アートに反対するその姿勢がよく表れている。2000年に、スタッキズムの創設者の1人であるチャールズ・トムソンによって描かれ、それ以降さまざまな展示会に出品されただけでなく、ターナー賞に抗議するスタッキストのデモではプラカードの図柄に採用された。
テート・ギャラリーの館長であり、例年ターナー賞の審査委員長を務めていたニコラス・セロタ卿を描いている。「エミン」とは、ヤング・ブリティッシュ・アーティストのトレーシー・エミンのことで、彼女は自分のベッドとパンツなどの私物を作品にしたインスタレーション・アートである『マイ・ベッド』を発表し、1999年にターナー賞候補作としてテートに展示されていた

## 背景と作品
1999年、トムソンはビリー・チャイルディッシュとともにアート集団のスタッキズムを創設し、コンセプチュアル・アートに対するフィギュラティヴ・アートの優越を主張する運動を起こした。その標的となったのがターナー賞であり、ヤング・ブリティッシュ・アーティストだった。トレーシー・エミンはその代表的存在であり、かつてはチャイルディッシュと交際関係にあった。
トムソンの絵は、テート・ギャラリー館長のニコラス・セロタを描いている。セロタは洗濯ロープに吊るされた赤いパンツを前に笑みを浮かべ、「これは本物のエミン（10,000ポンド）か」と言いながら「それとも無価値な偽物か？」と考えている。これは片づけていない自分のベッドとごみ（の中にはパンツもあった）を文字通りに展示する、トレーシー・エミンのインスタレーション『マイ・ベッド』を踏まえている。この作品は、1999年にターナー賞の候補作となりテート・ブリテンに展示されていた。この絵は製作開始からわずか数日で完成したが、最後の24時間はまさにノンストップの作業だったという。
「自分が描いたセロタの絵は、スタッキズム運動のアイコンになった。なぜなら、そこに芸術に対する自分たちの姿勢が表れているからだ」とトムソンは言う。「僕たちは新しい具象画を歓迎し、鮮度を失った古臭いコンセプチュアル・アートに反対する」。

## 展示会

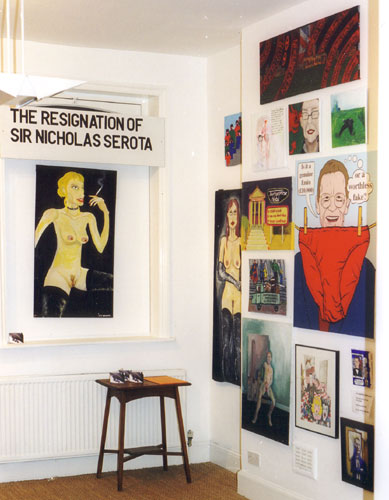
2000年にロンドンのギャラリー１０８で開かれた最初の展示会

この絵は2000年5月に初めて公開された。ロンドン、ショーディッチのレオナルドストリートでジョー・クロンプトンが運営するギャラリー１０８で開かれた、スタッキズムの三度目の展示会「サー・ニコラス・セロタの辞任」展の目玉であり、その他にも何枚か書かれたセロタの絵の中でも出色の作品であった。しかし当時のデイリーテレグラフ紙にはモノクロで小さく掲載されただけだった。この年の後半に開かれた「リアル・ターナー賞展」でも再び展示され、リチャード・ディーンからは次のように評された。
| 「 | トムソンが描いた絵は今のところスタッキズムの代表作になること間違いなし、それが『サー・ニコラス・セロタ、掘り出し物の購入を決断中』だ。この絵では、ブリットアートの如才ない扱いとアイロニカルな知ったかぶり加減が、彼女たちの擁護者にとても愉快な印象を与えていて、肖像画としてはむしろい良い出来であるかのようだ。これはシチュアシオニストが転用〔detournement〕と呼んだもので、トムソンは敵の武器を使って敵を攻撃しているのである | 」 |

トムソンはこの絵が掲載された展示会の目録に署名をして、ビリー・チャイルディッシュとともにセロタへ届けるためテートに置いていった。アーティストのランコ・ボンは、テート・ブリテンで始まったこの年のターナー賞展の開会式でセロタを迎えたときのことを次のように語っている。
「あっ」と、私は彼の骨ばった肩をつかんで言った。「こんな風に君を見ていると、どうしてもチャールズ・トムソンが描いた君の肖像画が頭に浮かんでしまう。昨日の夜、ショーディッチのリアル・ターナー賞展で見たんだよ」。私は、「リアル」という単語を思い切り強調して発音した。「そうか」とニックはまばたきもせず私に微笑み返して言った。「必ず見るようにするよ！」。
2002年の夏に開催された、トムソンのスタッキズム・インターナショナル・ギャラリー（2005年に閉館）の最初の展示会である、「第一スタッキスト・インターナショナル」でもこの絵が展示された。ブリットアートの熱心な支持者であるサラ・ケントは「もしトムソンが本気で武器に使うつもりがないなら、彼のたわいもないユーモアも許されるかもしれない...騒ぐ声も止むでしょうし、トムソンも理性的な画家ということになるはずです」と語ったが、トムソンの返答はこうだった。「現実はどうだろう。僕が絵を完成させてから何週間か後に、トレーシー・エミンがテレビ番組に出てたけど、インスタレーションの件でものすごく怒っていたよ。でも理由は、誰かが彼女のパンツを別の物に替えたからだってさ...それはちょっと嫌だよねえ」。

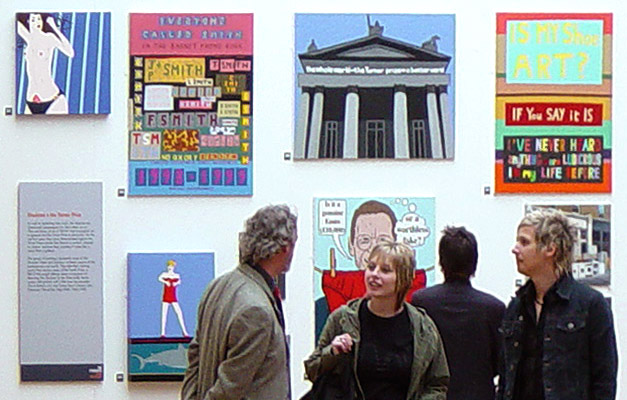
2004年にウォーカー・アート・ギャラリーで開催されたスタッキスト・パンク・ヴィクトリアン展

この絵は2004年にリバプール・ビエンナーレの一環で、ウォーカー・アート・ギャラリーで開催されたスタッキスト・パンク・ヴィクトリアン展にも出品された。セロタはこの展示会を訪れ、トムソンの絵のそばに立って「生き生きしている」とコメントした。ジョン・ラッセル・テイラーはタイムズ紙にこのアートフェスのレビューを掲載している。「スタッキストは何を言われようと、自分たちが何を嫌いなのかをはっきりわかっている。エキセントリックなイギリス人のアート集団が最近開催した展示会で、露骨なまでに標的になっていたのは、明らかにターナー賞だ。彼らの姿勢は、チャールズ・トムソンの描いた１枚の絵『サー・ニコラス・セロタ、掘り出し物の購入を決断中』に要約されている」。展示されている160点の絵画作品は、セロタの絵も含めてテートに寄付する意向が伝えられたが、「予想通り」セロタに断られた。彼によれば「国のコレクションとして永久収蔵品とすることを認めるに足る、目的の達成度、革新性あるいはオリジナリティという点に鑑みて、十分なクオリティを備えていると認められる作品には思われない」。

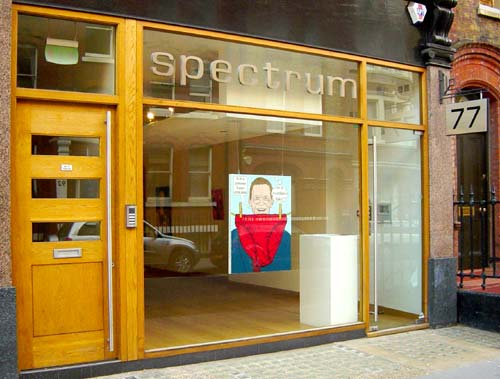
2006年にスペクトラム・ロンドンで開催されたスタッキスト・ゴー・ウェスト展

この絵は2006年9月にギャラリーのスペクトラム・ロンドンで開催されたゴー・ウェスト展でも中心的な作品に据えられ、30,000ユーロの値がつけられた。このギャラリーはロンドンのウェスト・エンドにあったが、スタッキストが初めてコマーシャル・ギャラリーで開催した展示会でもあった。オーナーのロイデン・プライアは、この絵の政治的な面だけを見るのではなく、それを越えたところでこの絵を見るべきだと語った。なぜなら「彼らは良いアーティストだし、アートの歴史に連なっている存在」だからだった。ジェーン・モリスがガーディアン紙に書いた記事でも「もしスタッキストがアートの歴史に名を刻むとして、それがどちらの意味での評価になるかはまだ定まっていないとしても、スタッキストの共同創設者であるチャールズ・トムソンが描いた『サー・ニコラス・セロタ、掘り出し物の購入を決断中』は彼らの記念碑的作品にはなるだろう」と評価されている。この絵を展示しているのは、作品をテートに寄付するという申し出を断ったセロタに復讐するためだと言う人もいる、とイヴニング・スタンダード紙は報じている。記事ではまた、テートの理事であるクリス・オフィリの『アッパー・ルーム』をテートが購入したことに、初めて世間の注目を集めさせたのがスタッキストであることにも触れていた。この事件で、テートは2006年にチャリティ委員会から批判されていた。

## 総選挙
2001年、トムソンはスタッキスト党の候補者として総選挙に出馬した。彼の敵は、当時の文科相であったクリス・スミスだった。トムソンはセロタの絵とパンツを自党のオフィシャル・ロゴに採用した。彼は「選挙管理委員会が侮辱的だと言うかはわからない。本物がテート・モダンに展示してあるけどね。彼女のパンツ以上のものはクリス・スミスに予算をつけてもらわないと」と語っていた。

## デモ活動

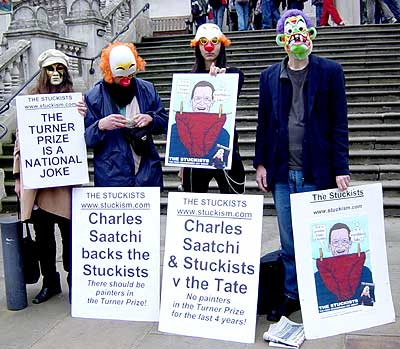
テート・ブリテンのターナー賞展に抗議活動を行うスタッキスト（2004年）.

2001年6月4日にトラファルガー広場で行われた、レイチェル・ホワイトリードの彫刻『アンタイトルド・モニュメント』の披露に抗議するためにスタッキストが行ったデモでも、セロタの絵がプラカードとして使われた。セロタはトムソンに抗議して、このデモは「卑劣な行動だ」と伝えた。
2000年から2006年に行われたテート・ブリテンのターナー賞展にあわせて行われたデモ活動でも、この絵がプラカードになった。このときは写真が豊富に撮影され、スタッキストのサイトに掲載されて、デモ活動の広報と記録が行われた。

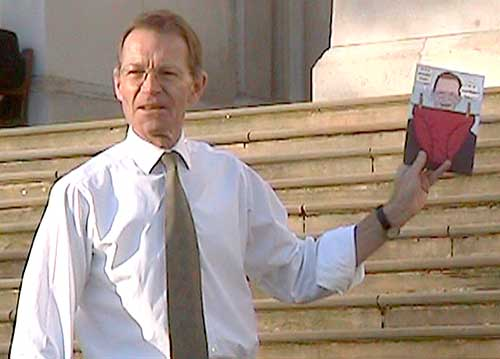
ポストカードになった絵を手にするニコラス・セロタ卿（2006年）

2006年12月、スタッキストのデモ中にトムソンはこの絵を印刷したポストカードをセロタに手渡している。この時の様子はフリーランスの写真家であるリック・フレンドによって撮影され、スタッキストのサイトに掲載されていつでも視聴が可能になった。セロタはテートの階段に立ち、ポストカードを持ちながら「ほかの絵には出来ないのか？」と言った。

## 影響
トムソンは、この絵のアイディアをステラ・ヴァインが自分の絵に使ったと語っている。ダイアナ公妃が「ねえポール、こっちに来てよ」と語っているその絵は、2004年にチャールズ・サーチが購入したことで、ヴァインに名声をもたらした。その3年前に彼女はスタッキズムのメンバーとして活動しており、短い期間だがトムソンと結婚もしていた。自分の絵が掲載された新聞の切り抜きを見せたことがあるのだから、このアイディアがマスコミ受けすることに彼女は気づいていた、というのがトムソンの主張である。

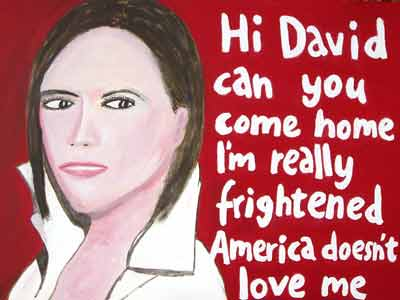
マーク・Ｄ『ヴィクトリア・ベッカムーアメリカは私を愛してない』

彼によれば、ヴァインはそれまで『ウェールズ公妃ダイアナ』のような手法で絵を描いたことはない。「彼女のダイアナ妃の絵は、僕の『サー・ニコラス・セロタ、掘り出し物の購入を決断中』と同じアイディアで描かれている。すなわち、有名な人物が考えていそうなことを想像して、肖像画の隣に文字で書くということだ。彼女はアーティストとして身をなした自分自身に影響を与えたものについて、本人なりに知的かつ想像力豊かな解釈をしているが、それ自体はアーティストなら皆やっていることだ。しかしそこに僕の手助けがあり影響があったと認めなければ、フェアでも誠実でもないだろう」とトムソンは語っている。ヴァインは自身の作家としての成長に、トムソンやスタッキストが何らかの役割を果たしたという説を否定しており、インスピレーションを受けた作家としてソフィー・フォン・ヘラーマン、エリザベス・ペイトン、アンナ・バーガー(Anna Bjerger)、カレン・キリムニック、ポール・ハウスリーの名を挙げている。
トムソンは、ヴァインの絵だけでなく、もっと後のジーナ・ボールドによる『アートを解放しろ』(Break Art Free)も自分の作品との共通点を見出している。トムソン曰く「これらの作品につながりがあることは否定できないはずだ。でも、どれも強い作家的個性が発揮された絵でもある。盗作とまでは言うことはできないが、同じアイディアを下敷きにして生まれた作品だ」。マーク・Ｄは意趣返しとしてヴァインの絵を風刺した作品を描いた。彼の絵では、ダイアナ妃がヴィクトリア・ベッカムに入れ替わっている。

## ギャラリー

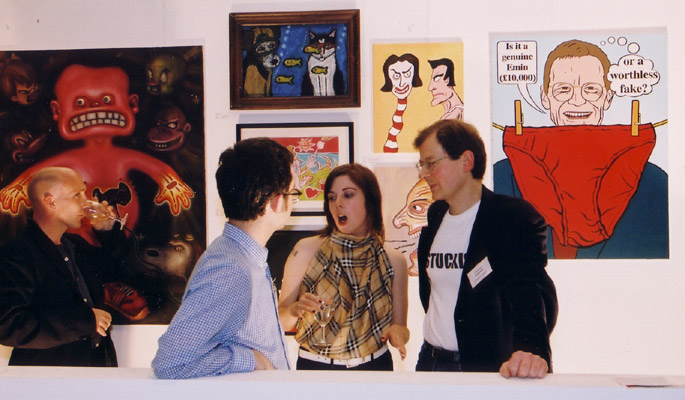
リアル・ターナー賞展（2000年、ロンドン、ショーディッチのピュア・ギャラリー）
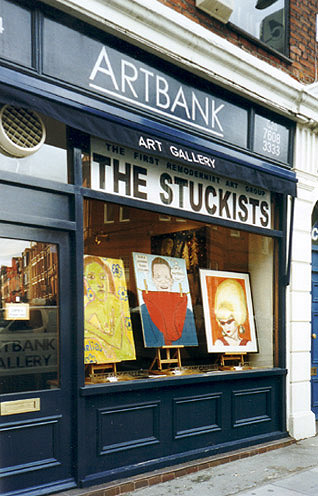
ロンドンのクラーケンウェルにあるギャラリー、アートバンク（2001年）.
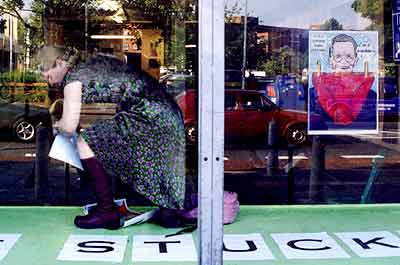
ロンドンのブリクストンにあるギャラリー、フリッジ。ステラ・ヴァインがウィンドウ・ディスプレイを手伝っている（2001年）
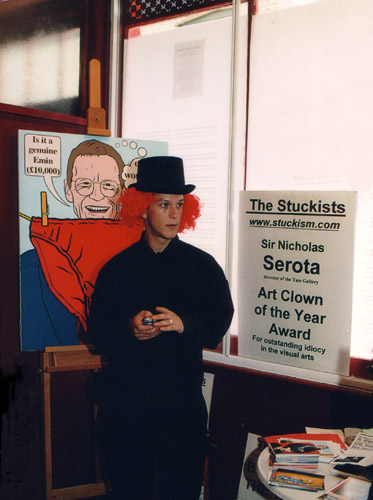
第一スタッキスト・インターナショナル展（2002年、ロンドンのスタッキズム・インターナショナル・ギャラリー）
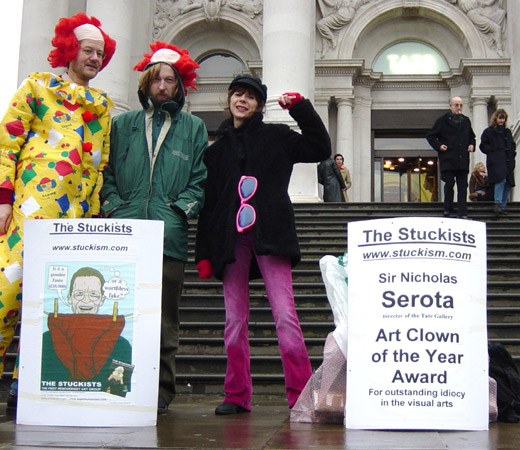
テート・ブリテンでターナー賞に抗議するスタッキストたち（2002年）
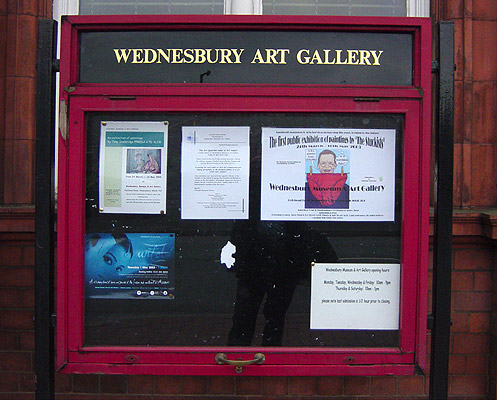
ウェンズベリーのギャラリーで行われたスタック・イン・ウェンズベリー展（2003年）
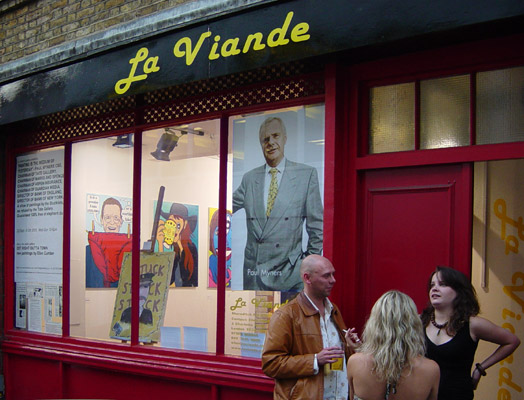
ショーディッチのギャラリー、ラ・ヴィアンド（2005年）
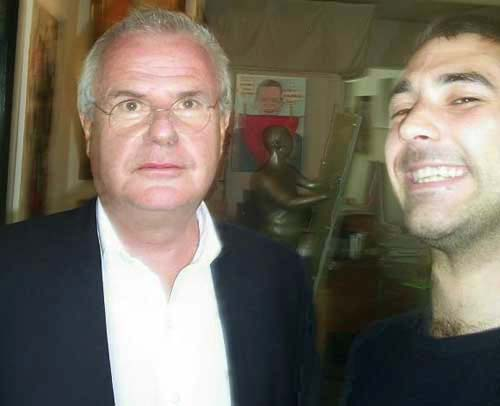
ロンドンのウィンブルドンにあったア・ギャラリー（2007年）左がテートの理事長ポール・マイナース、右はギャラリーのオーナーだったフレイザー・キー・スコット